# Shigenori Suzuki
Shigenori Suzuki (...) è un astronomo amatoriale giapponese.
Shigenori Suzuki è un astrofilo giapponese residente in Kira oggi inglobata nella città di Nishio nella Prefettura di Aichi.
Ha coscoperto due comete, la C/1970 U1 Suzuki-Sato-Seki   e la C/1975 T2 Suzuki-Saigusa-Mori  .
Da non confondere con i quasi omonimi astronomi Kenzo Suzuki e Shōhei Suzuki o con l'astrofilo Masayuki Suzuki.